# Tyrosylgruppe

Struktur der Tyrosylgruppe (ohne Angabe der Stereochemie).

Struktur der L-Tyrosylgruppe.

Bei der Tyrosylgruppe, nach IUPAC 2-Amino-3-(4-hydroxyphenyl)propanoyl-, abgekürzt Tyr-, handelt es sich um den Aminosäurerest des Tyrosins. Es tritt in Peptidbindungen wie zum Beispiel in  Kyotorphin (Dipeptid) auf. Als funktionelle Gruppe stellt es eine spezielle einwertige (univalente) α-Aminoacylgruppe dar, da es aus einer α-Aminosäure (engl. amino acid) durch Wegfall der Hydroxygruppe der Carboxygruppe entsteht.
Die Tyrosylgruppe enthält ein Stereozentrum, es existieren also zwei enantiomere Formen, die L-Form und die  D-Form. Wenn keine stereochemischen Deskriptoren angegeben sind, ist fast immer die natürliche L-Tyrosylgruppe [synonym: (S)-Tyrosylgruppe] gemeint, die sich von der proteinogenen Aminosäure L-Tyrosin ableitet.

## Tyrosyl-tRNA-Synthetase
Cytokinartige Aktivitäten weist die menschliche Tyrosyl-tRNA-Synthetase, die bisher nur als essentielles Enzym der Proteinbiosynthese bekannt war, nach der proteolytischen Spaltung in zwei Fragmente auf. Diese Peptidfragmente sind neuartige Elemente der Modulation der lokalen Gewebereaktion in Richtung eines zellulären Selbstmordprogrammes und können als hochspezifische Adaptation von Peptidmodulen an mehr als eine von den Umgebungsbedingungen abhängige biologische Funktion betrachtet werden.